# André Meinunger
André Meinunger (ur. 15 kwietnia 1969 w Eisfeld) – niemiecki językoznawca.

## Życiorys
Zajmuje się teorią gramatyki, zwłaszcza składnią języka niemieckiego. Działa na rzecz popularyzacji nauki, wypowiadając się nt. języka i lingwistyki.
W latach 1987–1992 studiował językoznawstwo ogólne, romanistykę (filologię francuską) oraz rusycystykę na uczelniach w Genewie i Lipsku. W 1996 doktoryzował się na Uniwersytecie Poczdamskim, gdzie obronił pracę Discourse Dependent DP (De-) Placement. Habilitację uzyskał w 2004 na Uniwersytecie w Lipsku.  
Od 1996 był pracownikiem naukowym uczelni w Berlinie i Lipsku. W 2004 zaczął wykładać jako Privatdozent na Uniwersytecie w Lipsku. W 2010 przebywał gościnnie na Uniwersytecie Wiedeńskim.
Porusza zagadnienia z zakresu normatywistyki językowej. Jest autorem książki Sick of Sick? – Ein Streifzug durch die Sprache als Antwort auf den Zwiebelfisch, krytykującej działalność Bastiana Sicka. W publicznych dyskusjach wypowiada się także na temat płci oraz agresji słownej (przekleństw, mowy nienawiści itp.).

## Wybrana twórczość
- Discourse dependent DP (de-)placement (1995)[2]
- Syntactic aspects of topic and comment (2000)[2]
- Sick of Sick? – Ein Streifzug durch die Sprache als Antwort auf den Zwiebelfisch (2008)[6]
- Sie Vollpfosten! gepflegte Beleidigungen für jeden und jede (współautorstwo, 2017)[7]